# Tragic Serenades
Tragic Serenades EP je Celtic Frosta, švicarskog sastava ekstremnog metala. Objavljen je 1986. i utjecao je na razvoj žanrova death metal i black metal. Prema riječima frontmena Thomasa Gabriela Fischera, svrha ovog EP-a bila je uključiti bas linije Martina Erica Aina i poboljšati originalnu produkciju pjesama s albuma To Mega Therion Horsta Müllera. 
EP je ponovno objavljen 2018. s 2500 tiskanih primjeraka za Record Store Day 2018.

## Pozadina
Ponovno snimljena verzija pjesme Return to the Eve (čija izvorna verzija bila je na EP-u Morbid Tales ) sadrži Reedovu naviku glasnog blebetanja tijekom pjesama s Reedom koji slobodno dijeli glavni vokal. Celtic Frost uključio je ove „studijske pjesme nalik na zabavu” na albumu Tragic Serenades kao svoj „prvi javni prikaz bezbrižnosti”.

## Popis pjesama
| 1. | »The Usurper« (ponovno snimljena verzija)  | 3:26 |
| 2. | »Jewel Throne« (ponovno snimljena verzija) | 4:03 |

| Strana B | Strana B                                             | Strana B | Strana B | Strana B | Strana B | Strana B | Strana B | Strana B | Strana B |
| Br.      | Skladba                                              | Trajanje |          |          |          |          |          |          |          |
| -------- | ---------------------------------------------------- | -------- | -------- | -------- | -------- | -------- | -------- | -------- | -------- |
| 3.       | »Return to the Eve« (ponovno snimljena verzija/miks) | 4:10     |          |          |          |          |          |          |          |
| 11:39    |                                                      |          |          |          |          |          |          |          |          |

## Zasluge
| Celtic Frost - Tom G. Warrior – vokal, gitara, efekte, produkcija, dizajn - Martin Eric Ain – bas-gitara, efekte, produkcija, dizajn - Reed St. Mark – bubnjevi, efekte | Ostalo osoblje - Karl-U. Walterbach – izvršna produkcija - Horst Müller – inženjer zvuka - Harris Johns – inženjer zvuka (dodatni) - Markus Edelmann – dizajn - Joel Marsden – fotografije |